# Dracé
Dracé és un municipi francès situat al departament del Roine i a la regió d'Alvèrnia-Roine-Alps. L'any 2007 tenia 916 habitants.

## Demografia

### Població
El 2007 la població de fet de Dracé era de 916 persones. Hi havia 311 famílies de les quals 48 eren unipersonals (16 homes vivint sols i 32 dones vivint soles), 85 parelles sense fills, 170 parelles amb fills i 8 famílies monoparentals amb fills.
La població ha evolucionat segons el següent gràfic:
Habitants censats

### Habitatges
El 2007 hi havia 330 habitatges, 314 eren l'habitatge principal de la família, 8 eren segones residències i 8 estaven desocupats. 320 eren cases i 5 eren apartaments. Dels 314 habitatges principals, 270 estaven ocupats pels seus propietaris, 30 estaven llogats i ocupats pels llogaters i 13 estaven cedits a títol gratuït; 8 tenien dues cambres, 31 en tenien tres, 88 en tenien quatre i 186 en tenien cinc o més. 234 habitatges disposaven pel capbaix d'una plaça de pàrquing. A 99 habitatges hi havia un automòbil i a 192 n'hi havia dos o més.

### Piràmide de població
La piràmide de població per edats i sexe el 2009 era:
| Homes | Edats   | Dones |
| ----- | ------- | ----- |
| 0     | 95 o +  | 0     |
| 0     | 90 a 94 | 4     |
| 0     | 85 a 89 | 4     |
| 0     | 80 a 84 | 4     |
| 8     | 75 a 79 | 12    |
| 4     | 70 a 74 | 12    |
| 8     | 65 a 69 | 8     |
| 16    | 60 a 64 | 20    |
| 20    | 55 a 59 | 28    |
| 48    | 50 a 54 | 44    |
| 48    | 45 a 49 | 24    |
| 36    | 40 a 44 | 28    |
| 12    | 35 a 39 | 32    |
| 28    | 30 a 34 | 20    |
| 16    | 25 a 29 | 12    |
| 28    | 20 a 24 | 12    |
| 36    | 15 a 19 | 32    |
| 28    | 10 a 14 | 24    |
| 4     | 5 a 9   | 24    |
| 4     | 0 a 4   | 4     |

## Economia
El 2007 la població en edat de treballar era de 612 persones, 473 eren actives i 139 eren inactives. De les 473 persones actives 442 estaven ocupades (245 homes i 197 dones) i 31 estaven aturades (12 homes i 19 dones). De les 139 persones inactives 55 estaven jubilades, 44 estaven estudiant i 40 estaven classificades com a «altres inactius».

### Ingressos
El 2009 a Dracé hi havia 336 unitats fiscals que integraven 983 persones, la mediana anual d'ingressos fiscals per persona era de 19.169 €.

### Activitats econòmiques
Dels 33 establiments que hi havia el 2007, 1 era d'una empresa alimentària, 1 d'una empresa de fabricació de material elèctric, 16 d'empreses de construcció, 6 d'empreses de comerç i reparació d'automòbils, 1 d'una empresa de transport, 6 d'empreses d'hostatgeria i restauració, 1 d'una empresa d'informació i comunicació i 1 d'una empresa de serveis.
Dels 12 establiments de servei als particulars que hi havia el 2009, 2 eren paletes, 5 guixaires pintors, 3 fusteries, 1 electricista i 1 restaurant.
Dels 3 establiments comercials que hi havia el 2009, 2 eren fleques i 1 una floristeria.
L'any 2000 a Dracé hi havia 31 explotacions agrícoles que ocupaven un total de 1.106 hectàrees.

## Equipaments sanitaris i escolars
El 2009 hi havia una escola elemental.

## Poblacions més properes
El següent diagrama mostra les poblacions més properes.